# Colorado County
Colorado County je okres ve státě Texas v USA. K roku 2010 zde žilo 20 874 obyvatel. Správním městem okresu je Columbus. Celková rozloha okresu činí 2 523 km².